# Tarisi (Warung Kiara)
Tarisi is een bestuurslaag in het regentschap Sukabumi van de provincie West-Java, Indonesië. Tarisi telt 2057 inwoners (volkstelling 2010).